# Rezerwat przyrody Wda – Trzebiocha
Rezerwat przyrody Wda – Trzebiocha – postulowany, faunistyczny rezerwat przyrody na obszarze Wdzydzkiego Parku Krajobrazowego (o powierzchni 9,07 ha). Rezerwat obejmuje przepływ rzeki Wdy na południe od Lipusza poprzez jezioro Schodno do ujścia Wdy do akwenu jezior Wdzydzkich, jak również fragment przepływu rzeki Trzebiochy od Grzybowskiego Młynu do jej ujścia do Wdy w okolicach Loryńca wraz z całym ekosystemem wodnym i przyrodniczym. Akwen rezerwatu obejmuje tarliska jedynej w Polsce populacji troci jeziorowej tzw. troci wdzydzkiej. Wody rezerwatu stanowią element szlaków wodnych Graniczna – Trzebiocha i Wda. Występują tu również stanowiska roślin chronionych takich jak bagno zwyczajne, storczyk plamisty, widłak jałowcowaty i kocanki piaskowe jak również roślin rzadkich: bobrek trójlistkowy, kozłek dwupienny i skrzyp zimowy. Najbliższe miejscowości to Czarlina i Loryniec. Obszar rezerwatu znajduje się na turystycznych szlakach Kamiennych Kręgów i Kaszubskim.